# Alfred Stevens

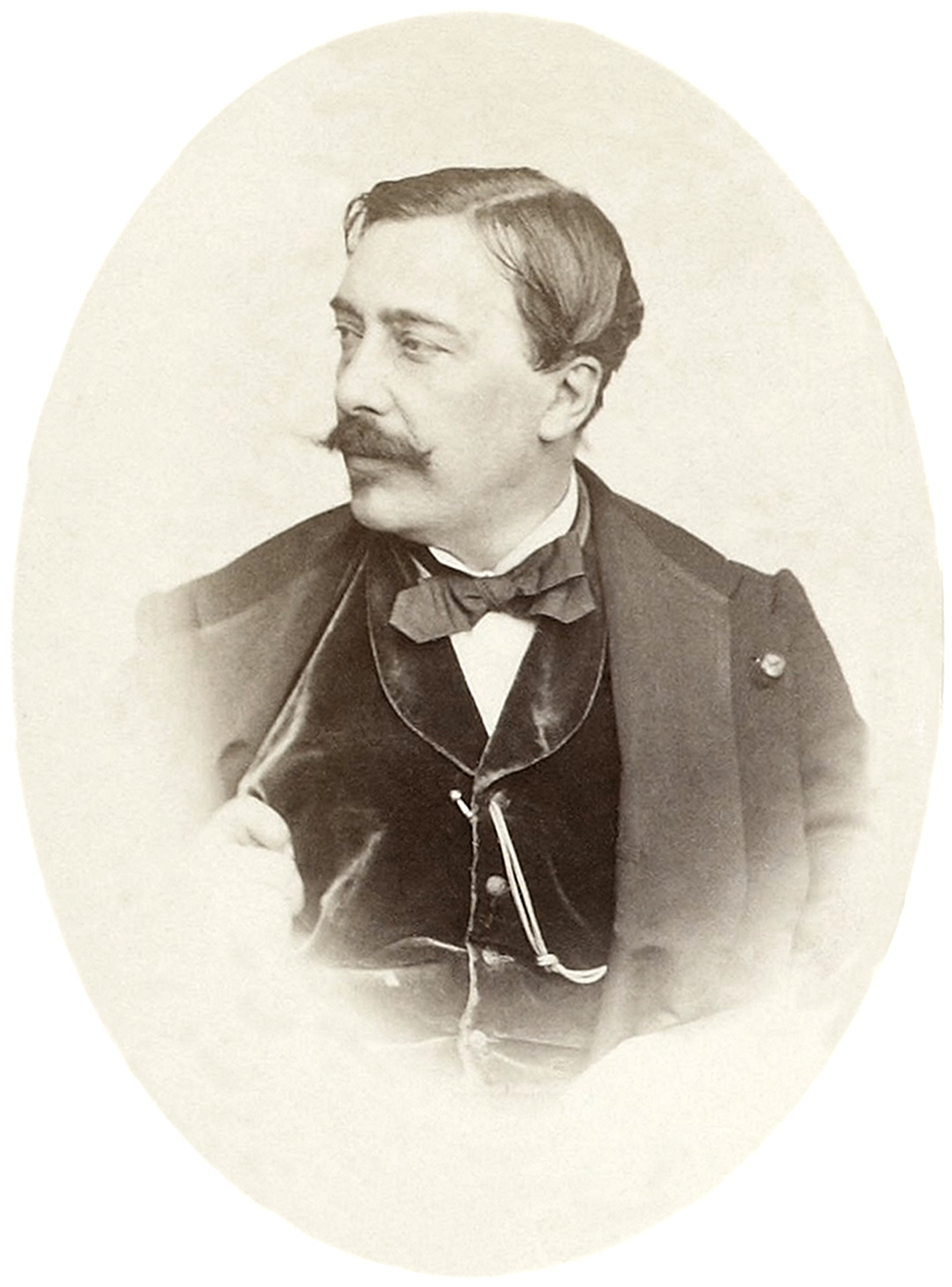
Alfred Stevens

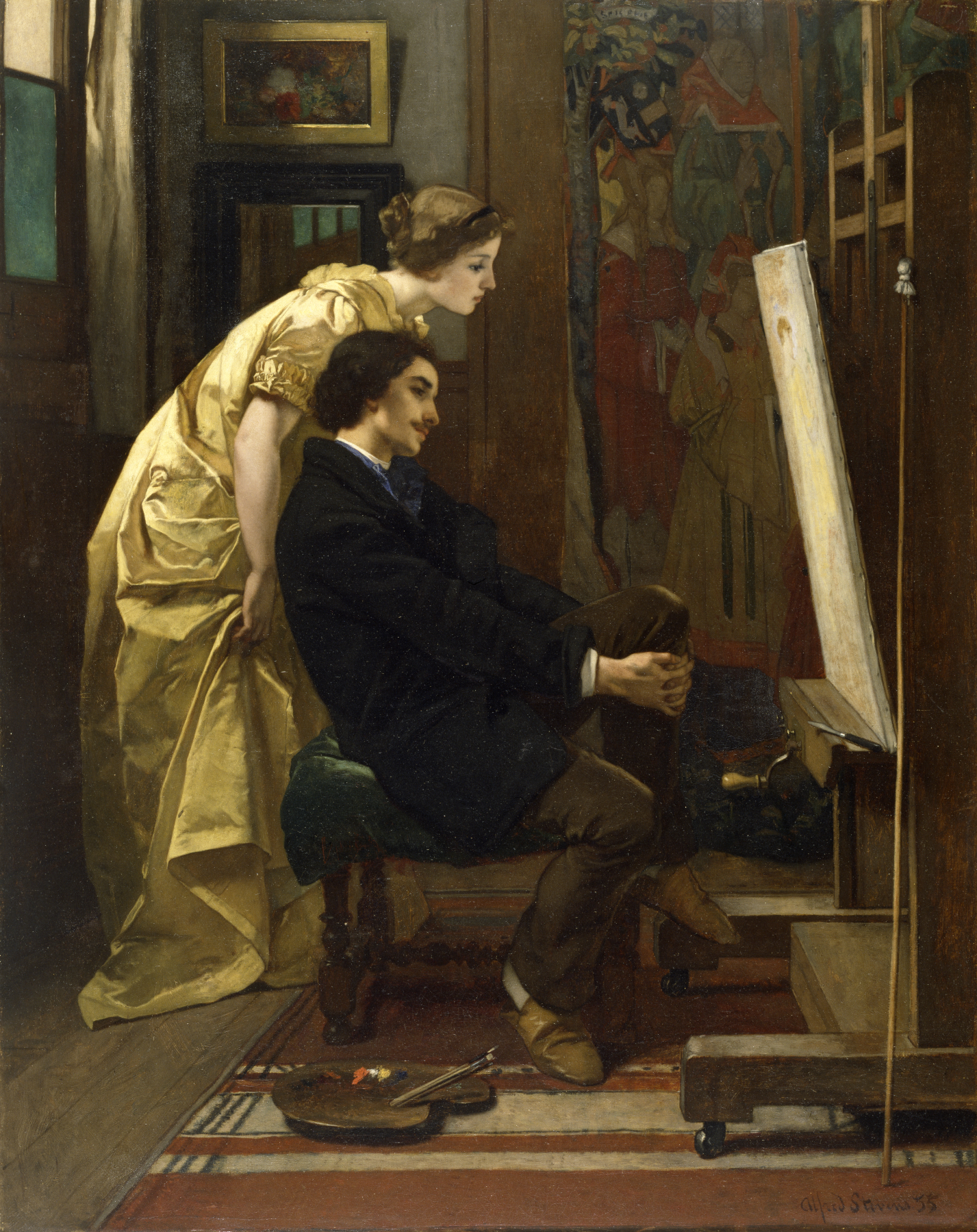
Der Maler und sein Modell, 1855: Vermutlich hat sich Alfred Stevens hier selbst porträtiert.

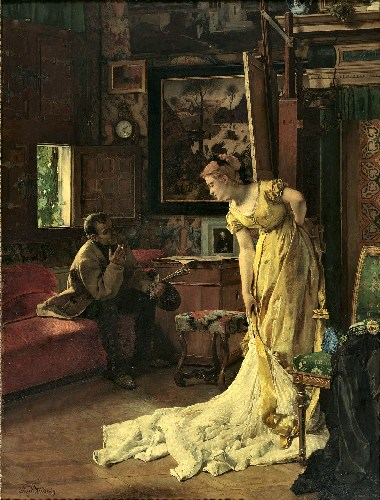
Das Atelier, 1869

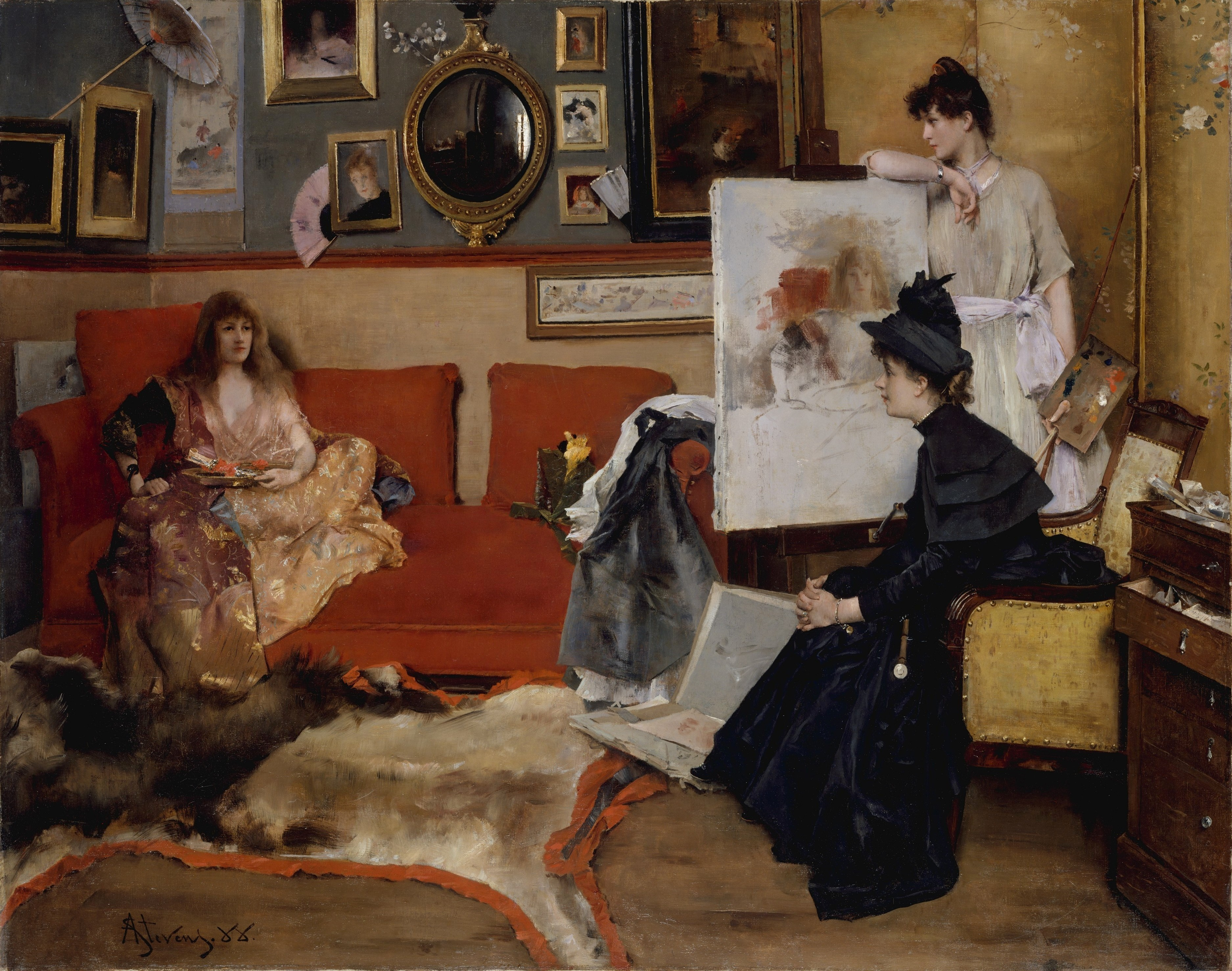
Im Studio, 1888

Alfred Émile Léopold Stevens (* 11. Mai 1823 in Brüssel; † 24. August 1906 ebenda) war ein belgischer Maler.

## Leben
Stevens war Schüler des Malers François-Joseph Navez in Brüssel. Durch dessen Unterstützung kam Stevens 1844 – ebenfalls als Schüler – in Paris in das Atelier des Malers Camille Roqueplan. Beeinflusst durch seine Lehrer frönte Stevens in seinen frühen Werken noch der Historienmalerei, fand aber bald seinen eigenen Stil in der Genremalerei.
Mit Schilderungen des eleganten Pariser Lebens der Gegenwart, speziell das der Boudoirs konnte sich Stevens bald einen Namen machen. Publikum, wie offizielle Kunstkritik waren voll des Lobes. Der belgische König Leopold II. beauftragte Stevens mit der Ausschmückung eines Saales mit den vier Jahreszeiten. Stevens gestaltete dies in Fresko-Technik und stellte die Jahreszeiten als Frauen in moderner Tracht dar. Dieses Werk (und Ausschnitte davon) reproduzierte er später auch in Öl.
Jahrelang lebte und wirkte Stevens in Paris und kehrte erst einige Jahre vor seinem Tod in seine Heimatstadt zurück. Dort starb er dann im Alter von 83 Jahren am 14. August 1906.
Sein Bruder Joseph Stevens (1816–1892) war ein bekannter Tiermaler.
Die Académie royale des Sciences, des Lettres et des Beaux-Arts de Belgique nahm ihn 1895 als assoziiertes Mitglied auf. Am 30. Januar 2010 wurde der Asteroid (13058) Alfredstevens nach ihm benannt.

## Werke (Auswahl)
- Die Allegorie des Frühlings
- Der Besuch
- Ausgelassene Maskengruppe am Aschermittwochsmorgen
- Die Tröstung
- Die Unschuld
- Das Neujahrsgeschenk
- Der Morgen auf dem Lande
- Die japanisierte Pariserin
- Die Dame im Atelier
- Der Frühling des Lebens